# 北海道道61号士別滝の上線
北海道道61号士別滝上線（ほっかいどうどう61ごう しべつたきのうえせん）は、北海道士別市と紋別郡滝上町を結ぶ道道（主要地方道）である。冬期通行止め区間がある。

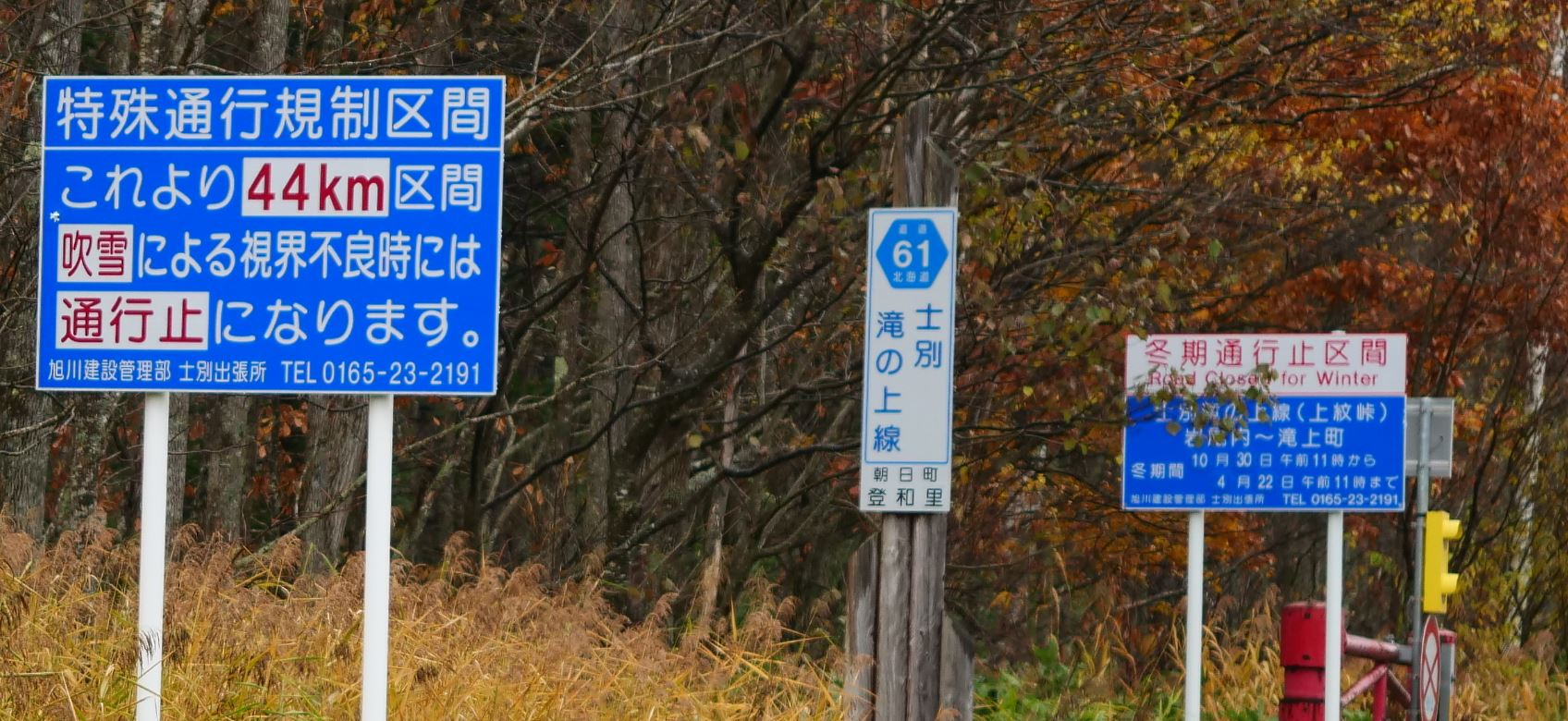
北海道道61号士別滝の上線

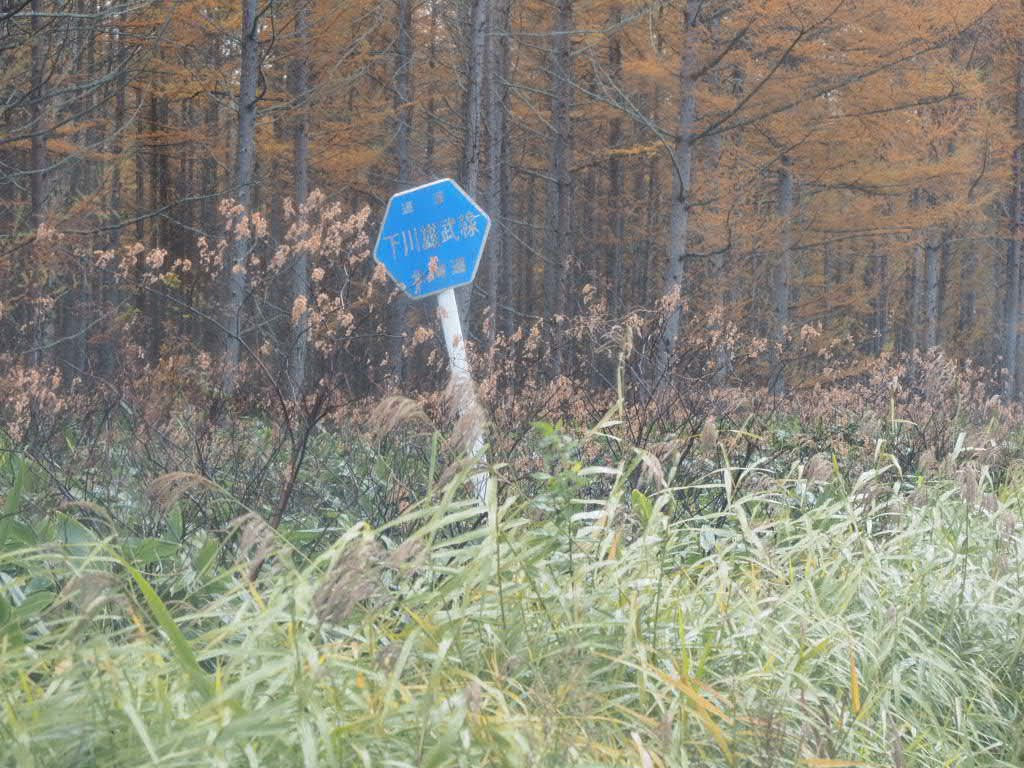
道道61号線旧形式の路線標識

## 概要

### 路線データ
- 起点：北海道士別市大通東8丁目（国道40号・北海道道297号士別停車場線交点）
- 終点：北海道紋別郡滝上町旭町（国道273号交点）
- 総延長：78.248 km[2]
- 実延長：78.227 km[2]
- 重用延長：0.021 km[2]

### 道路管理者
- 上川総合振興局 旭川建設管理部 事業課
- オホーツク総合振興局 網走建設管理部 紋別出張所

## 歴史
- 1961年（昭和36年）3月31日 - 358号として路線認定[3]。
- 1967年（昭和42年）10月 - 岩尾内ダム完成に伴い、登和里15線から似峡までの8.25 kmを道路付替。
- 1993年（平成5年）5月11日 - 建設省から、道道士別滝上線が士別滝上線として主要地方道に指定される[4]。
- 1994年（平成6年）10月1日 - 路線番号を61号に変更[5]。
- 2018年（平成30年）11月2日 - 同年より、上紋峠を含む27.4 km を通年通行可から翌4月2日まで冬季通行止に変更[6]。

## 路線状況

### 重複区間
- 北海道道101号下川愛別線（士別市朝日町登和里 - 士別市朝日町岩尾内）
- 北海道道137号遠軽雄武線（滝上町札久留 - 滝上町旭町）

### 冬期交通規制（通行止め）
- 上紋峠（士別市朝日町字岩尾内6587〈登和里ゲート〉 - 滝上町字サクルー原野1568-1〈札久留ゲート〉）[6]
  - 区間延長：27.4 km[6]
  - 2018年度より「暴風雪時や夜間の通行が危険[6]」として通年通行可能から冬季通行止に変更された。

### 道路施設

#### 主な橋梁
- 中士別橋（223 m、天塩川、士別市川西町 - 士別市中士別町）
- 奥士別橋（115 m、天塩川、士別市朝日町字登和里）
- 登和里橋（74 m、天塩川、士別市朝日町字登和里）
- 岩尾内大橋（382 m、岩尾内湖、士別市朝日町字登和里 - 士別市朝日町字岩尾内）
- 桂橋（125 m、岩尾内湖、士別市朝日町字岩尾内）
- 真珠橋（200 m、岩尾内湖、士別市朝日町字岩尾内）
- 柵留橋（60 m、サックル川、士別市朝日町字岩尾内）
- 第二似峡橋（50 m、似峡川、士別市朝日町字岩尾内）
- 札久留橋（53 m、サクルー川、滝上町字サクルー原野）
- 清水橋（60 m、エダマサクルー川、滝上町字サクルー原野）
- 岩見橋（62 m、サクルー川、滝上町仲札久留）
- 三条橋（50 m、渚滑川、滝上町旭町）

#### 常設型ゲート
- 登和里ゲート（士別市朝日町字岩尾内6587）
- 札久留ゲート（滝上町字サクルー原野1568-1）

## 地理

### 通過する自治体
- 上川総合振興局
  - 士別市
- オホーツク総合振興局
  - 紋別郡滝上町

### 交差する道路
士別市
- 国道40号 - 大通東8丁目（起点）
- 北海道道297号士別停車場線 - 大通東8丁目（起点）
- 北海道道537号旭士別線 - 東5条7丁目
- 北海道道205号上士別ビバカルウシ線 - 上士別町
- 北海道道639号上士別和寒線 - 上士別町
- 北海道道101号下川愛別線 -朝日町登和里、朝日町岩尾内（重複）

滝上町
- 北海道道137号遠軽雄武線 - 札久留
- 北海道道996号上渚滑原野滝ノ上線 - 幸町
- 北海道道828号シラトリマップ滝ノ上原野線 - 旭町
- 国道273号 - 旭町（終点）

### 主な峠
- 上紋峠（士別市朝日町岩尾内 - 滝上町札久留）

### 沿線にある施設など
士別市
- 市立士別総合病院
- 北海道士別東高等学校
- JA北ひびき朝日基幹支所
- 士別市朝日総合支所
- あさひスキー場
- 士別市立糸魚小学校
- 士別市立朝日中学校
- 岩尾内ダム
- 岩尾内温泉

滝上町
- 滝上町国民健康保険病院
- 北海道滝上高等学校
- 北紋バス滝上営業所
- オホーツクはまなす農業協同組合滝上支所
- 滝上町図書館
- 滝上町役場